# Black Monday (série télévisée)
Pour les articles homonymes, voir Black Monday.
Black Monday est une série télévisée américaine en trente épisodes d'environ 30 minutes créée par Jordan Cahan et David Caspe, et diffusée entre le 20 janvier 2019 et le 1er août 2021 sur la chaine Showtime aux États-Unis et en simultané sur Crave au Canada.
Cette série a été doublée en français, mais elle est inédite dans tous les pays francophones.

## Synopsis
19 octobre 1987 - le lundi noir. Le pire krash boursier de l'histoire de Wall Street. Jusqu'à ce jour, personne ne sait ce qui l'a causé…

## Distribution

### Acteurs principaux
- Don Cheadle (VF : Sidney Kotto) : Maurice Monroe
- Andrew Rannells (VF : Sébastien Hébrant) : Blair Pfaff
- Regina Hall (VF : Cécile Florin) : Dawn Darcy
- Paul Scheer (en) : Keith Shankar

Studio de doublage : Dubbing Brothers (Belgique)  

### Acteurs récurrents
- Casey Wilson (VF : Nathalie Stas) : Tiffany Georgina
- Horatio Sanz (en) : Wayne
- Yassir Lester (en) : Yassir X
- Ken Marino : The Lehman Brothers
- Kadeem Hardison : Spencer
- Eugene Cordero (en) : Ronnie
- Julie Hagerty : Mme Georgina
- Phil Reeves : Mr Georgina
- Dannah Feinglass : Agent Mills
- Danielle Schneider : Agent Fox
- Bruce Dern : Rod « The Jammer » Jaminski
- Kurt Braunohler : Ty Daverman
- Melissa Rauch : Shira
- Tuc Watkins : député Roger Harris[3] (saison 2)
- Dulé Hill : Marcus Wainwright III[4] (saison 2)
- June Diane Raphael : Corky Harris[4] (saison 2)
- Thomas Barbusca : Werner[5] (saison 3)
- Adrienne Wells : Nomi[5] (saison 3)
- Sam Asghari : Giancarlo[6] (saison 3)

## Production
Le 29 avril 2019, la série est renouvelée pour une deuxième saison de dix épisodes, puis le 15 octobre 2020 pour une troisième saison.
Le 27 janvier 2022, la série est annulée.

## Épisodes

### Première saison (2019)
1. 365
2. 364
3. 339
4. 312
5. 278'
6. 122
7. 65
8. 7042
9. 2
10. 0

### Deuxième saison (2020)
Les six premiers épisodes sont diffusés depuis le 15 mars 2020, et les quatre autres dès le 28 juin 2020.
1. Mixie-Dixie
2. So Antoine
3. Idiot Inside
4. Fore!
5. Violent Crooks and Cooks of Books
6. Arthur Ponzarelli
7. Who Are You Supposed to Be?
8. Lucky Shoes
9. At That Time
10. I Don't Like Mondays

### Troisième saison (2021)
Elle a été diffusée à partir du 23 mai 2021.
1. Ten!
2. Nine!
3. Eight!
4. Seven!
5. Six!
6. Five!
7. Four!
8. Three!
9. Two!
10. One!

## Distinction

### Nomination
- Golden Globes 2021 : Meilleur acteur dans une série musicale ou comique pour Don Cheadle